# W & F Barrett
W & F Barrett Ltd. ist ein ehemaliges Unternehmen der Automobilindustrie mit Sitz in Bristol, South West England, England, Vereinigtes Königreich und später in Bridgend, Wales, Vereinigtes Königreich, das von 1948 bis 1968 motorbetriebene Invalidenfahrzeuge produzierte.

## Geschichte
W & F Barrett Ltd. wurde am 10. September 1992 aufgelöst und für den 9. Dezember 1993 ein Termin zur Abrechnung anberaumt.

## Produkte
Das Barrett all-weather motor tricycle war ein speziell für hügelige Gebiete konzipiertes Dreirad. Das Barrett minor wurde für Personen mit „kurzen Armen“ und das Barrett midget für Personen unter 1,3 Meter (4 Fuß und 6 Zoll) Körpergröße gebaut.